# Fjärås station
Fjärås station – miejscowość (tätort) w Szwecji, w regionie administracyjnym (län) Halland, w gminie Kungsbacka.
Według danych Szwedzkiego Urzędu Statystycznego liczba ludności wyniosła: 200 (31 grudnia 2015), 221 (31 grudnia 2018) i 219 (31 grudnia 2019).